# Olaf Ussing
Olaf Ussing (* 28. April 1907 in Frederiksberg; † 1. April 1990 in Dänemark) war ein dänischer Schauspieler. Er war vorwiegend im dänischen Theater tätig, übernahm aber auch zahlreiche Filmrollen. Dem deutschen Publikum wurde er insbesondere auch durch die dänische Verfilmung von Henry Millers Roman Stille Tage in Clichy im Jahr 1970 bekannt, in der er zwei Nebenrollen spielte.

## Filmografie (Auswahl)
- 1937: Frk. Møllers jubilæum als Hotel-Ratte
- 1938: Under byens tage  als Pianist Bech
- 1940: Vagabonden als Kreditnehmer
- 1941: Tobiasnætter als Gast
- 1943: Tag der Rache (Vredens dag) als Laurentius
- 1957: Für zwei Groschen Zärtlichkeit
- 1959: In letzter Minute (Hidden Fear)
- 1959: Der Frosch mit der Maske als Lord Charles Farnsworth
- 1959: Einesteils der Liebe wegen (Poeten og Lillemor) als Gläubiger
- 1969: Komteß Elsa – Das Loch im goldenen Käfig (Der kom en soldat) als Pinchier
- 1969: Die Ballade von Carl-Henning (Balladen om Carl-Henning)
- 1970: Stille Tage in Clichy (Stille dage i Clichy) als Vater
- 1975: Aladdin eller den forunderlige lampe (Fernsehserie)
- 1979: Rend mig i traditionerne als Hr. Traubert
- 1982–1983: Een stor familie (Fernsehserie) als Admiral Emil Eberfeldt
- 1983: Kurt und Valde – Ganoven mit Charme (Kurt og Valde) als Professor Andersen
- 1984: Haus der Dunkelheit (Min farmors hus) als Lillelund
- 1987: Peter von Scholten als Organist Pram
- 1987: Epidemic (Europa-Trilogie 2. Teil)
- 1988: Johansens sidste ugudelige dage Fernsehserie